# Liste der Kulturgüter in Rhäzüns
Die Liste der Kulturgüter in Rhäzüns enthält alle Objekte in der Gemeinde Rhäzüns im Kanton Graubünden, die gemäss der Haager Konvention zum Schutz von Kulturgut bei bewaffneten Konflikten, dem Bundesgesetz vom 20. Juni 2014 über den Schutz der Kulturgüter bei bewaffneten Konflikten sowie der Verordnung vom 29. Oktober 2014 über den Schutz der Kulturgüter bei bewaffneten Konflikten unter Schutz stehen.
Objekte der Kategorien A und B sind vollständig in der Liste enthalten, Objekte der Kategorie C fehlen zurzeit (Stand: 13. Oktober 2021).

## Kulturgüter
| Foto |                                                                                  | Objekt                                                                                           | Kat. | Typ | Standort                       | Beschreibung |
| ---- | -------------------------------------------------------------------------------- | ------------------------------------------------------------------------------------------------ | ---- | --- | ------------------------------ | ------------ |
| ja   | Datei hochladen · Wikidata zu Kirche Sogn Gieri (Rhäzüns) (Q2297754)             | Katholische Kirche St. Georg mit Fresken / Baselgia catolic Sogn Gieri cun frescos KGS-Nr.: 3168 | A    | G   | 750390 / 185470                |              |
| ja   | Datei hochladen · Wikidata zu Sogn Paul (Kirche) (Q2297761)                      | Katholische Kirche St. Paul / Baselgia catolic Sogn Pol KGS-Nr.: 3169                            | A    | G   | Via Mulin Sura 749380 / 184580 |              |
| ja   | Datei hochladen · Wikidata zu Baselgia catolic Sontga Maria, Rhäzüns (Q29784974) | Katholische Kirche St. Maria / Baselgia catolic Sontga Maria KGS-Nr.: 3170                       | B    | G   | Via Baselga 749500 / 184899    |              |
| ja   | Datei hochladen · Wikidata zu Schloss Rhäzüns (Q2243143)                         | Schloss Rhäzüns / Chastè da Razén KGS-Nr.: 3171                                                  | B    | G   | Via Casti 11 749970 / 184899   |              |
| BW   | Datei hochladen · Wikidata zu Kapelle St. Appolonia (Q29784975)                  | Kapelle St. Appolonia / Chaplutta Sontga Appolonia KGS-Nr.: 13015                                | B    | G   | Via Beselgia 749482 / 184929   |              |